# موزه ملی تاریخ علوم پزشکی ایران
موزه ملی تاریخ علوم پزشکی ایران یکی از موزه‌های تهران است. این موزه در سال ۱۳۸۰ خورشیدی به پیشنهاد دکتر مازیار اشرفیان بناب و با پشتیبانی سازمان میراث فرهنگی کشور، در بنایی قاجاری در امیرآباد تهران برپا شد. آثار به نمایش درآمده در این موزه، یافته‌های دوره‌های پیش از تاریخ، تاریخی و ابزار و ادوات پزشکی در دوره معاصر را در برمی‌گیرد. این موزه برای نمایش پیشینه طب قدیم و پزشکی نوین ایران در زمینه‌های گوناگون و شناساندن جایگاه آن در جهان پزشکی با تلاش دانشگاه علوم پزشکی و خدمات بهداشتی درمانی تهران و همیاری سازمان میراث فرهنگی کشور از سال ۱۳۸۰ فعالیت خود را از سر گرفت.

## پیشینه
موزه ملی تاریخ علوم پزشکی ایران در سال ۱۳۸۰ و در واپسین روزهای وزارت محمد فرهادی وزیر وقت بهداشت درمان و آموزش پزشکی ایران (و در زمان ریاست جمهوری سید محمد خاتمی) افتتاح شد. طرح اولیه تأسیس این موزه در سال ۱۳۷۶ و به دعوت سازمان میراث فرهنگی کشور (به ریاست وقت آقای سید محمد بهشتی و به پیشنهاد آقای مازیار اشرفیان بناب) آغاز و در جلسه‌ای مشترک و با حضور بزرگان علوم پزشکی کشور به تأیید نهایی رسیده و عملیات تأسیس اولین موزهٔ پزشکی کشور به ریاست مازیار اشرفیان بناب آغاز گردید.
در احداث و تأسیس این موزه بسیاری چون ایرج فاضل (ریاست وقت فرهنگستان علوم پزشکی ایران)، محمد فرهادی (وزیر وقت بهداشت، درمان و آموزش پزشکی)، محمدرضا ظفرقندی (رئیس وقت دانشگاه علوم پزشکی تهران و رئیس وقت سازمان نظام پزشکی ایران)، سید محمد بهشتی (ریاست وقت سازمان میراث فرهنگی کشور)، سید محمد قدسی (معاونت وقت پژوهشی دانشگاه علوم پزشکی تهران) و جلیل گلشن (معاونت وقت پژوهشی سازمان میراث فرهنگی کشور) نقش مؤثر و تعیین‌کننده داشته‌اند.
در سالهای اولیه این طرح، بنائی تاریخی (مربوط به دورهٔ قاجاریه) متعلق به دانشگاه علوم پزشکی تهران جهت تأسیس موزه اختصاص یافت. امور اجرایی موزه تحت نظارت مستقیم وزیر وقت بهداشت و ریاست وقت دانشگاه علوم پزشکی تهران و در حوزهٔ معاونت پژوهشی دانشگاه علوم پزشکی تهران به انجام رسید. همزمان با مساعدت و همکاری سازمان میراث فرهنگی و دانشگاه علوم پزشکی تهران چندین طرح پژوهشی تحت نظر ریاست وقت موزه (آقای مازیار اشرفیان بناب) جهت شناسائی و جمع‌آوری کلیهٔ اطلاعات، ادوات و ابزار، اسناد و مدارک تاریخی و همچنین آثار هنری مرتبط با تاریخ علوم پزشکی ایران انجام و با موفقیت به اتمام رسید.
تنها در یکی از این طرحها کلیه موزه‌های کشور به‌طور کامل و طی مدت دو سال مورد بازدید فرار گرفتند تا کلیهٔ آثار مرتبط با تاریخ پزشکی ایران شناسائی و فهرست برداری شوند. پس از چهار سال کار سخت و طاقت فرسا و با مشارکت بسیاری از علاقه‌مندان به تاریخ پزشکی بیش از از سه هزار اشیاء، ابزار و ادوات پزشکی، کتب خطی، اسناد و مدارک مرتبط با تاریخ پزشکی کشور و همچنین آثار هنری مرتبط جمع‌آوری و در مجموعه‌ای بسیار زیبا و پربار مورد بهره‌برداری قرار گرفت.

## بخشهای موزه

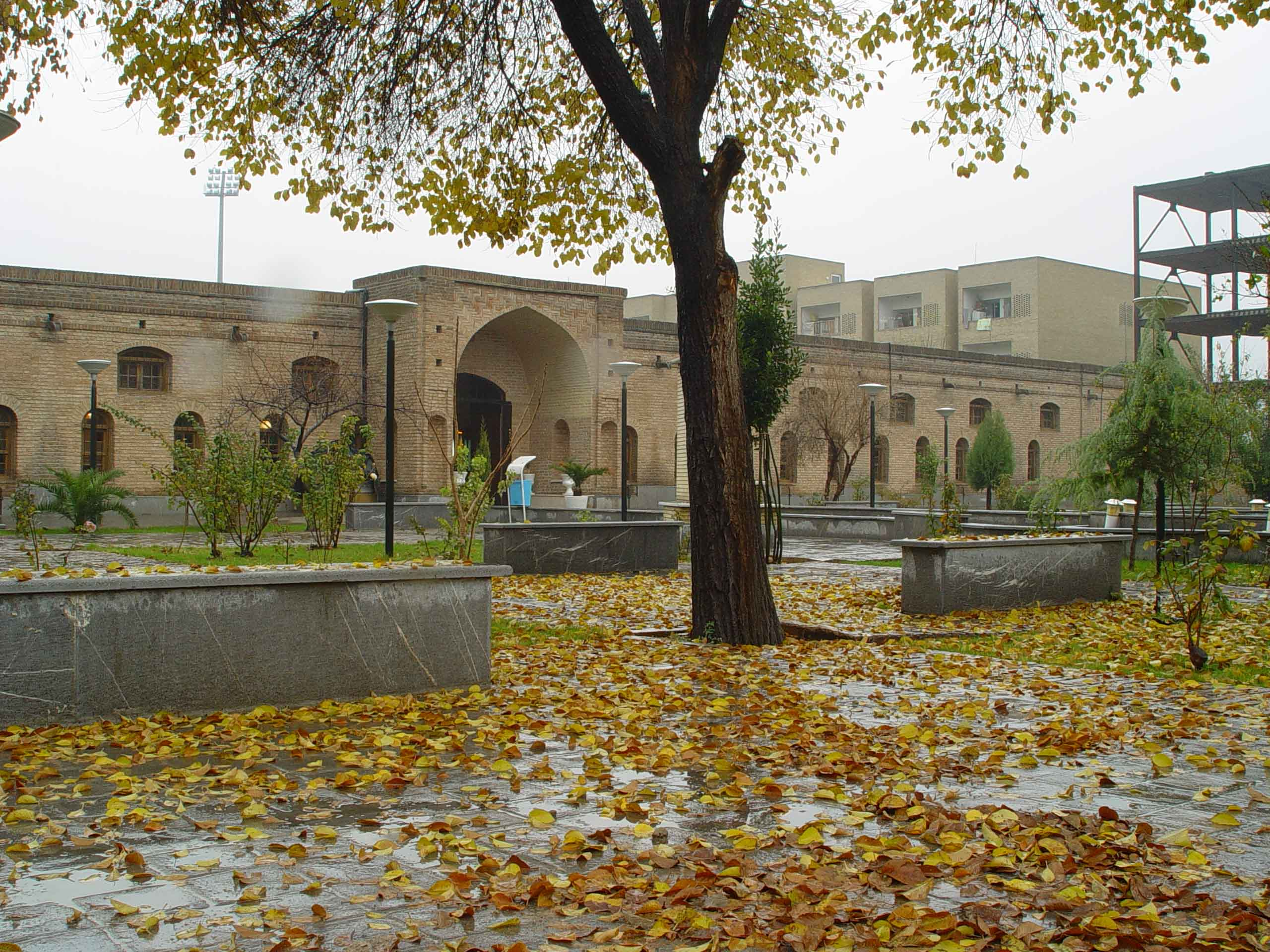

این موزه دارای بخشهای متعدد و متنوعی است:
- ابزار و ادوات مرتبط با پزشکی
- بخش دیرین انسان‌شناسی
- بخش تاریخ دندانپزشکی
- بخش داروسازی
- بخش تاریخ دامپزشکی
- بخش تاریخ پرستاری و مامایی
- بخش تاریخ پزشکی در دوران دفاع مقدس
- بخش اسناد و کتب خطی پزشکی

در حال حاضر ریاست موزه بر عهدهٔ حمیدرضا نمازی است.

## ساختمان موزه
این موزه در مهدکودک سابق دانشگاه تهران در منطقهٔ امیرآباد تهران، با مساحتی بیش از ۹۰۰۰ متر مربع از بناهای بازمانده دوره قاجاری بنا نهاده شده است. این بنا به دستور امیرکبیر به عنوان اصطبل شاهی (جلالیه) ساخته شده و بعدها به مهدکودک دانشگاه تهران تبدیل شده بود.

## نشانی
خیابان کارگر شمالی، خیابان شانزدهم (فرشی مقدم)، ورودی در شماره (۲) پردیس شمالی دانشگاه تهران، موزه ملی تاریخ علوم پزشکی ایران

## نگارخانه

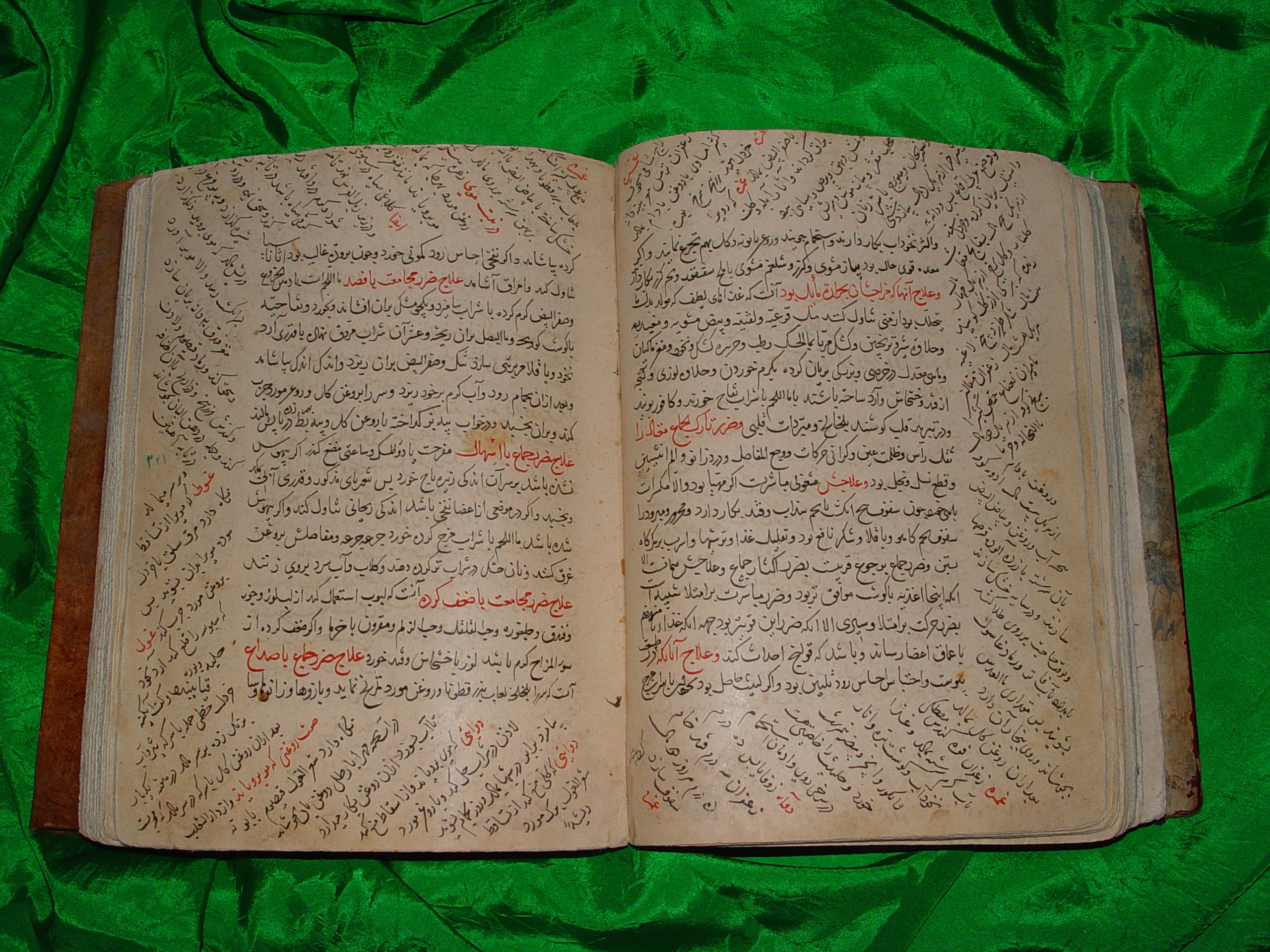
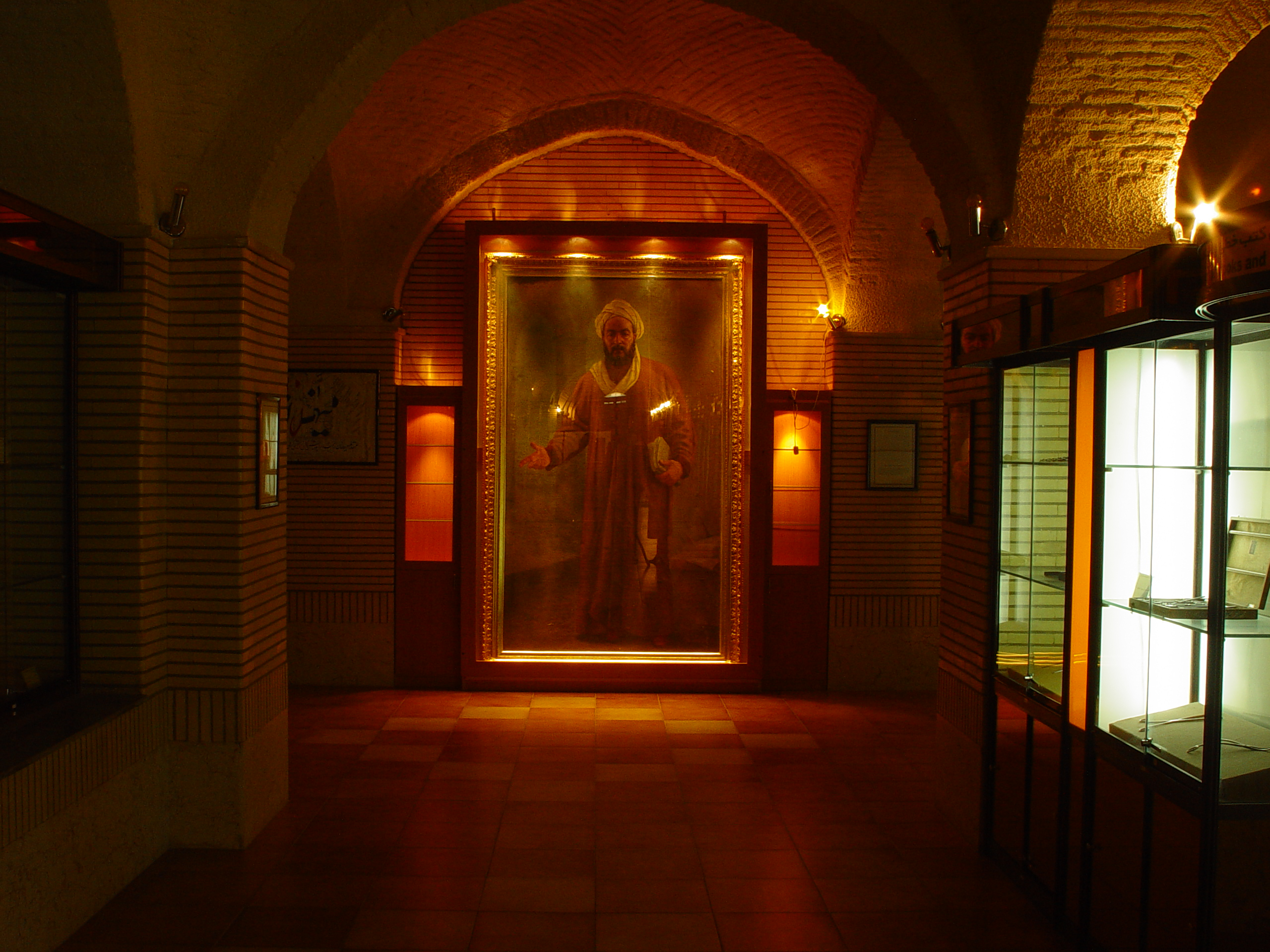
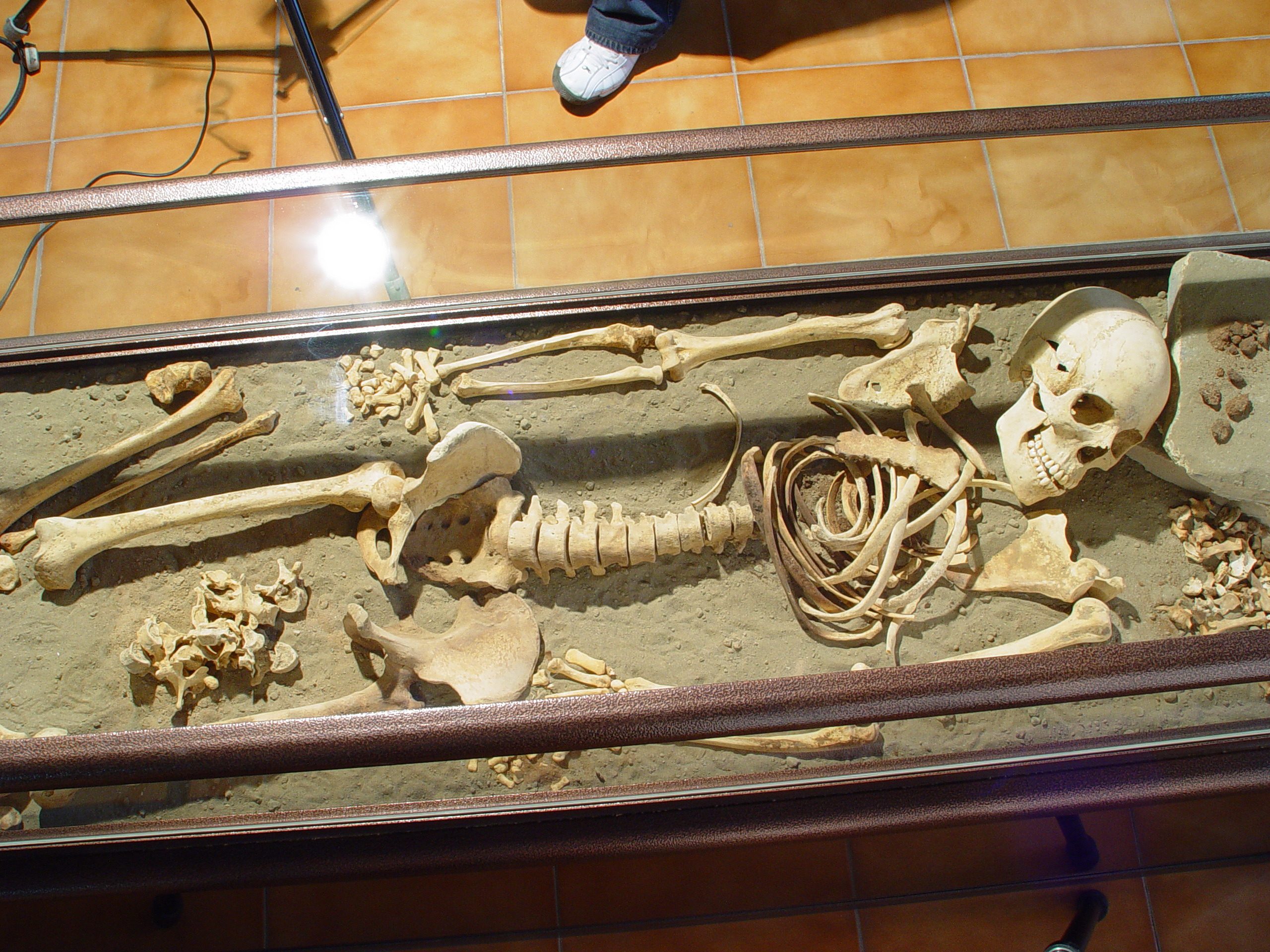
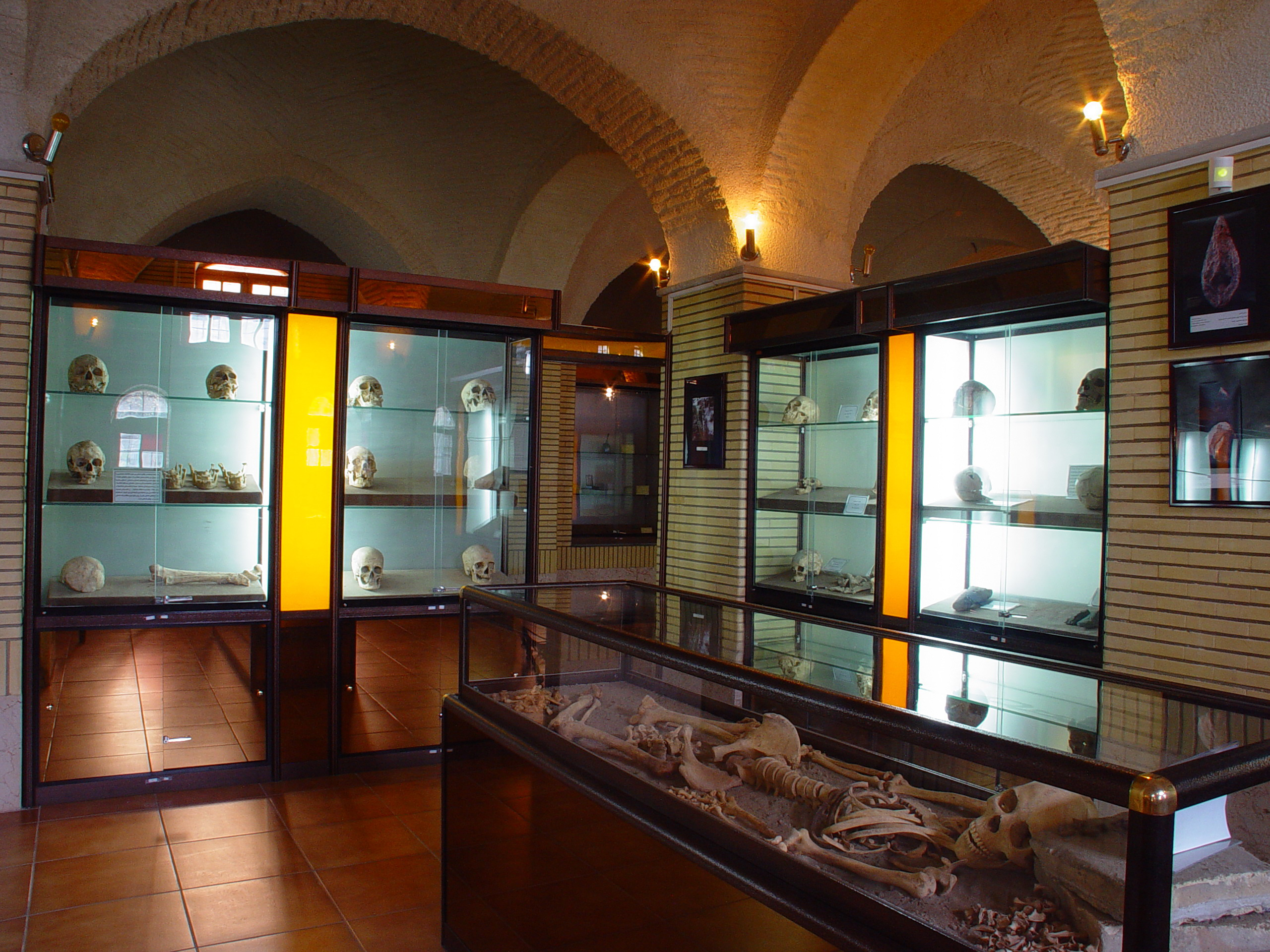
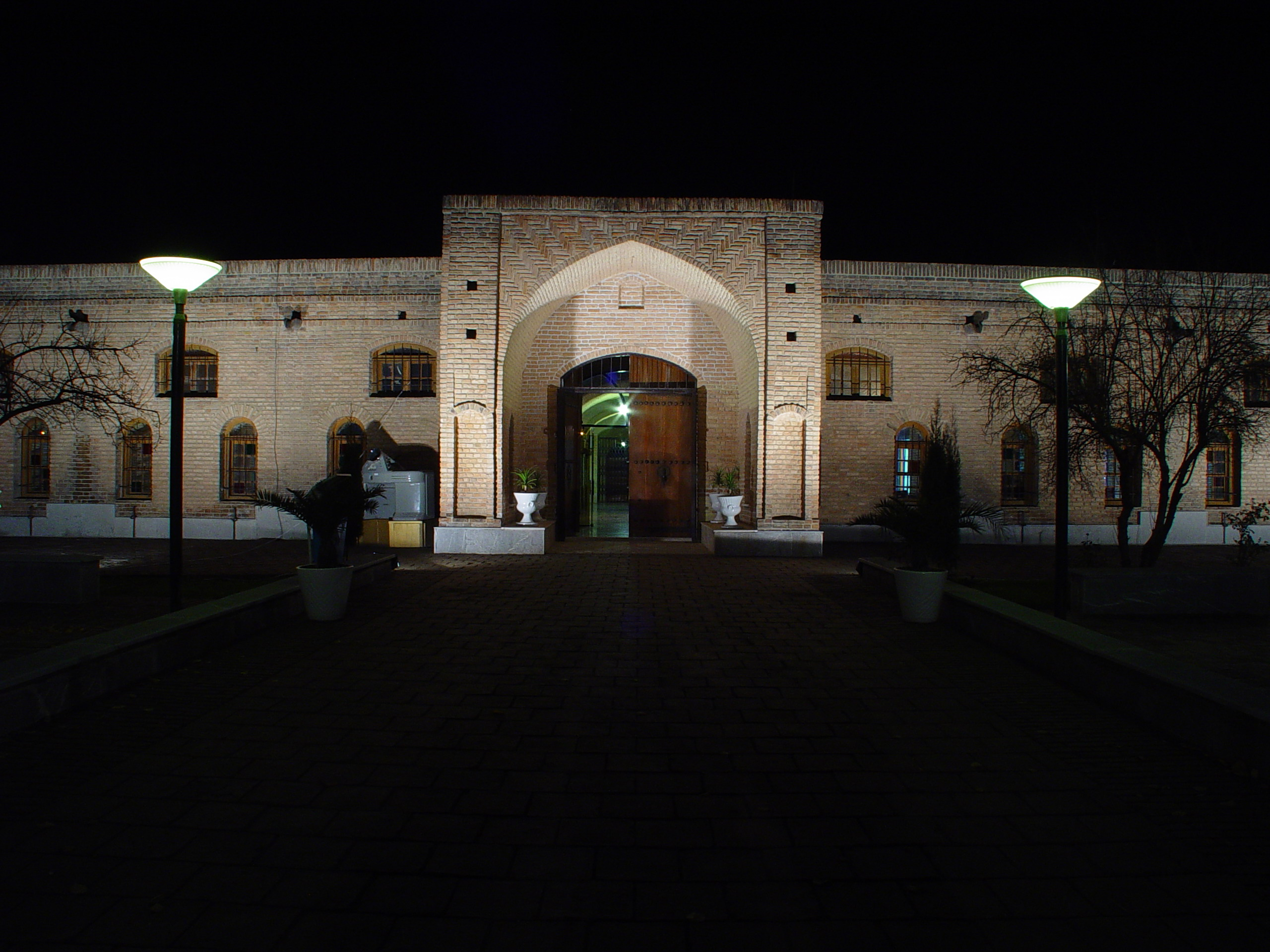
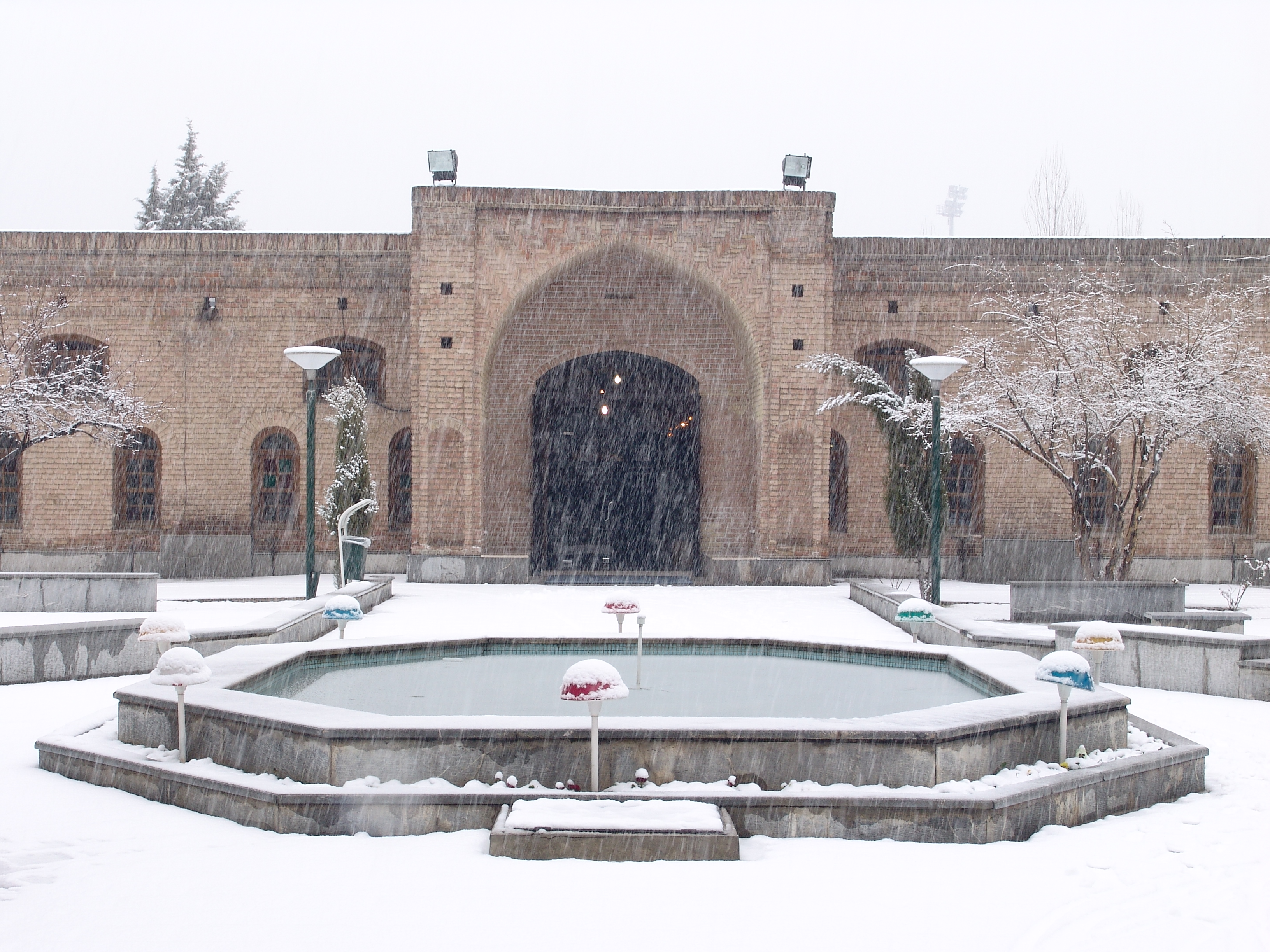
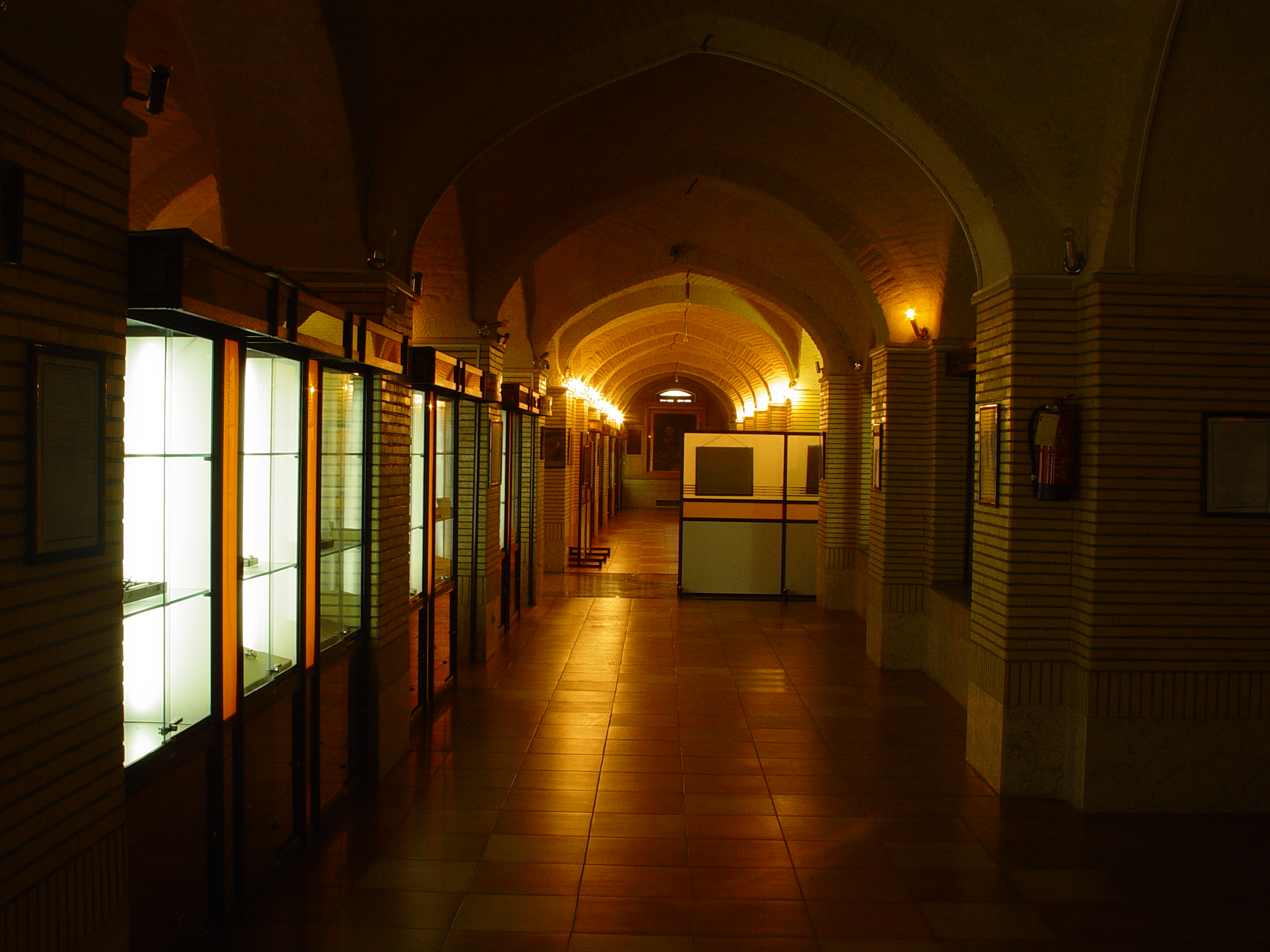
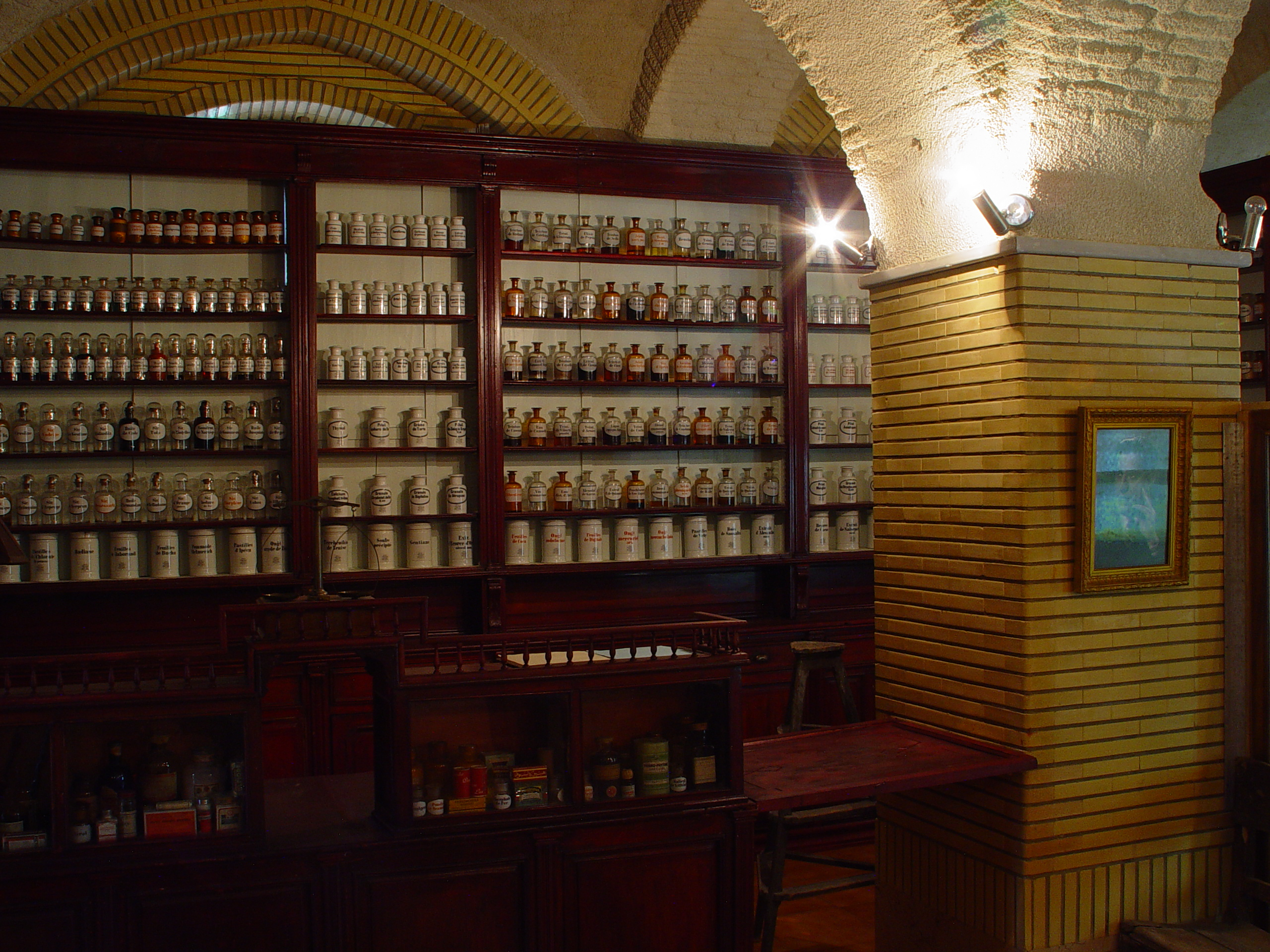
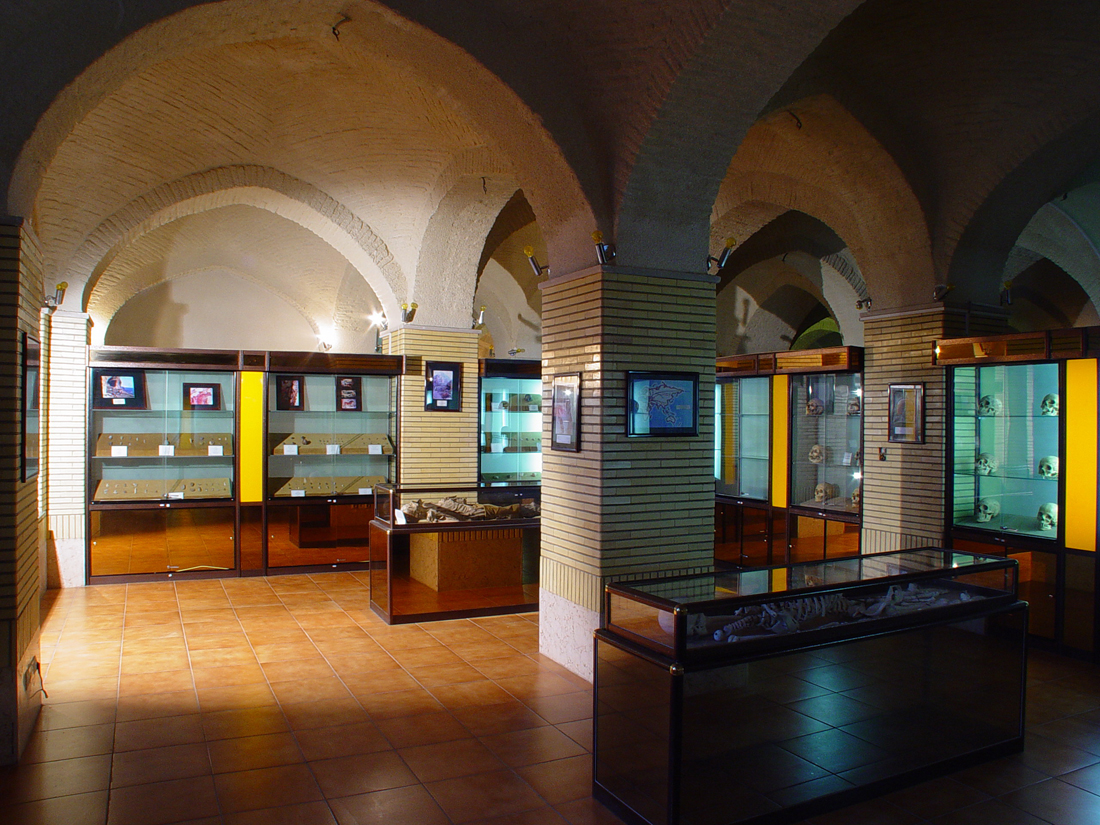
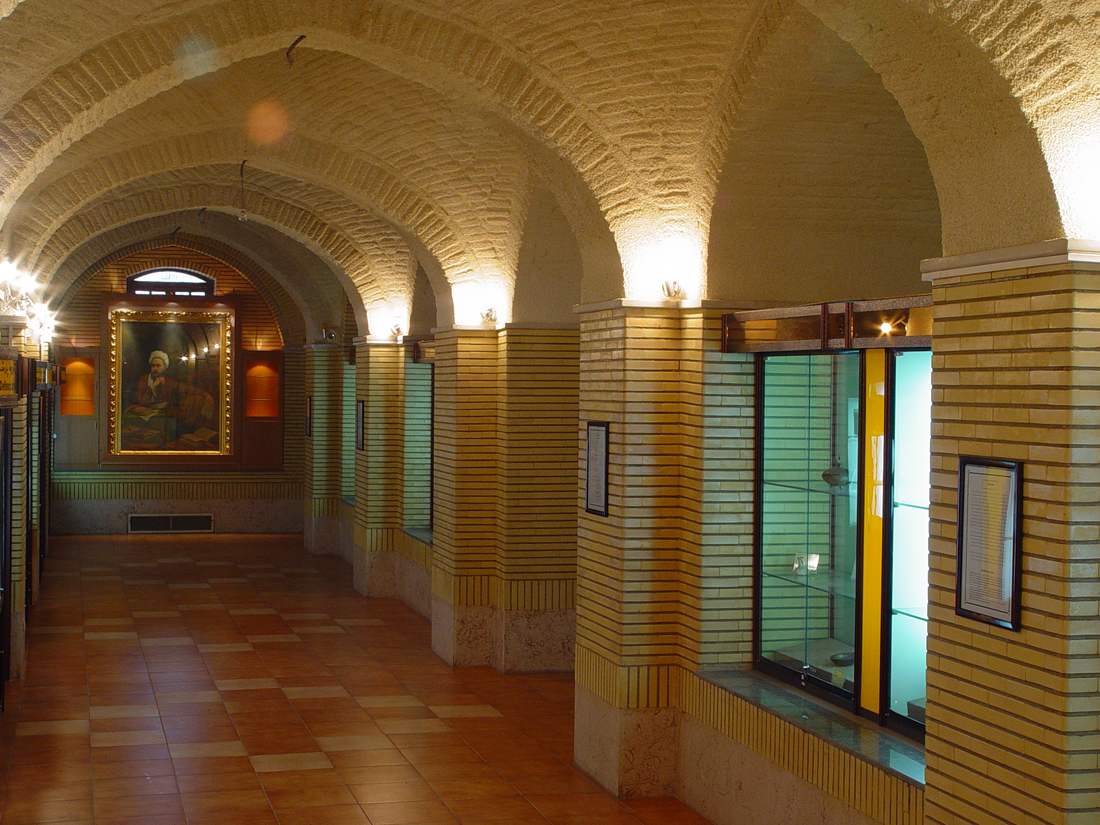